# Bílov (kraj morawsko-śląski)
Bílov (niem. Bielau) – gmina w Czechach, w powiecie Nowy Jiczyn, w kraju morawsko-śląskim. Według danych z dnia 1 stycznia 2012 liczyła 580 mieszkańców.
Zobacz też:
- Bílov